# Demades z Aten
Demades z Aten (stgr. Δημάδης, ur. ok. 380 p.n.e., zm. ok. 318 p.n.e.) – utalentowany mówca ateński, przeciwnik Demostenesa i zwolennik stronnictwa promacedońskiego. Syn rybaka. Wzięty do niewoli w bitwie pod Cheroneą.